# E3 Prijs Vlaanderen 2010
L'E3 Prijs Vlaanderen 2010, cinquantatreesima edizione della corsa, valido come prova del calendario UCI Europe Tour 2010, si disputò il 27 marzo 2010 per un percorso di 203  km. Il vincitore fu lo svizzero Fabian Cancellara del Team Saxo Bank, che si impose in solitaria in 4h44'34".

## Percorso
Lungo 203 km, prevedeva la partenza e l'arrivo ad Harelbeke. Lungo il percorso si trovavano diversi tratti in pavé e 12 asperità, i cosiddetti "muri" tipici delle classiche del nord, così composti:
| Numero | Nome           | Km al traguardo | Pavé (m) | Lunghezza (m) | Pendenza media |
| ------ | -------------- | --------------- | -------- | ------------- | -------------- |
| 1      | La Houppe      | 84              | -        | 2800          | 3,32           |
| 2      | Berg Stene     | 76              | -        | 825           | 7,3            |
| 3      | Boigneberg     | 71              | -        | 1000          | 5,8            |
| 4      | Eikenberg      | 67              | 1000     | 1000          | 5,5            |
| 5      | Stationsberg   | 62              | 500      | 700           | 3,2            |
| 6      | Taaienberg     | 58              | 500      | 500           | 9,5            |
| 7      | Oude Kruiskens | 49              | 900      | 900           | 6              |
| 8      | Kapelberg      | 45              | -        | 750           | 14             |
| 9      | Paterberg      | 41              | 400      | 750           | 12,5           |
| 10     | Kwaremon       | 36              | 1500     | 1500          | 4,2            |
| 11     | Knokteberg     | 27              | -        | 1750          | 5,31           |
| 12     | Tiegemberg     | 17              | -        | 1400          | 6,5            |

## Squadre e corridori partecipanti
| N.      | Cod. | Squadra             |
| ------- | ---- | ------------------- |
| 1-8     | KAT  | Team Katusha        |
| 11-18   | QST  | Quick Step          |
| 21-28   | ALM  | AG2R La Mondiale    |
| 31-38   | EUS  | Euskaltel-Euskadi   |
| 41-48   | FOT  | Footon-Servetto     |
| 51-58   | FDJ  | Française des Jeux  |
| 61-68   | LAM  | Lampre-Farnese Vini |
| 71-78   | OLO  | Omega Pharma-Lotto  |
| 81-88   | RAB  | Rabobank            |
| 91-98   | SKY  | Team Sky            |
| 101-108 | RSH  | Team RadioShack     |
| 111-118 | SAX  | Team Saxo Bank      |

| N.      | Cod. | Squadra                      |
| ------- | ---- | ---------------------------- |
| 121-128 | ASA  | Acqua & Sapone               |
| 131-138 | BTL  | Bbox Bouygues Telecom        |
| 141-148 | BMC  | BMC Racing Team              |
| 151-158 | CTT  | Cervélo TestTeam             |
| 161-167 | COF  | Cofidis                      |
| 171-178 | LAN  | Landbouwkrediet              |
| 181-188 | SKS  | Skil-Shimano                 |
| 191-198 | TSV  | Topsport Vlaanderen-Mercator |
| 201-208 | VAC  | Vacansoleil Pro Cycling Team |
| 211-218 | XAC  | Xacobeo Galicia              |
| 221-228 | SKT  | An Post-Sean Kelly Team      |
| 231-238 | WIL  | Verandas Willems             |

## Ordine d'arrivo (Top 10)
| Pos. | Corridore           | Squadra     | Tempo    |
| ---- | ------------------- | ----------- | -------- |
| 1    | Fabian Cancellara   | Saxo Bank   | 4h44'34" |
| 2    | Tom Boonen          | Quick Step  | a 3"     |
| 3    | Juan Antonio Flecha | Sky         | s.t.     |
| 4    | Filippo Pozzato     | Katusha     | a 50"    |
| 5    | Lars Boom           | Rabobank    | s.t.     |
| 6    | Sebastian Langeveld | Rabobank    | s.t.     |
| 7    | Björn Leukemans     | Vacansoleil | s.t.     |
| 8    | Paul Martens        | Rabobank    | s.t.     |
| 9    | Marco Marcato       | Vacansoleil | a 58"    |
| 10   | Fabio Felline       | Footon      | a 3'16"  |